# Château de La Motte-Mazerier
Le château de La Motte-Mazerier est un château d'origine médiévale situé à Mazerier, près de Gannat, dans l'Allier.

## Localisation
Le château de La Motte est situé au sud du bourg de Mazerier, entre la route de Saint-Bonnet-de-Rochefort et celle de Bègues. On y accède par une longue allée qui part du carrefour de ces deux routes, près de l'église. Une autre entrée, sur la route de Bègues, donne sur des communs.

## Historique
Un château à motte a probablement été édifié à cet endroit dès le Xe siècle. La motte sur laquelle la demeure actuelle est bâtie ainsi que les douves qui l'entourent partiellement portent témoignage du château primitif. Mais c'est au XIVe siècle qu'est bâtie la maison forte qu'on voit aujourd'hui.
La Motte-Mazerier n'est jamais resté très longtemps dans la même famille.
Au XVIe siècle et au début du XVIIe, la seigneurie appartient à la famille Coëffier, dont une autre branche s'est illustrée avec le maréchal de France Antoine Coëffier de Ruzé d'Effiat et son fils Cinq-Mars : Nicolas Coëffier est châtelain de Gannat ; ensuite, la seigneurie semble en indivision entre son gendre Jacques Savaron – et après lui le fils de ce dernier Antoine Savaron – et son petit-fils Paul Coeffier, procureur du roi au bureau des finances de la généralité de Moulins. En 1631, La Motte-Mazerier est vendue aux Trellet, de Gannat. Dans la deuxième moitié du XVIIIe siècle, le château est entre les mains de Jean Baptiste François Barton de Montbas, dont la fille, Marie Françoise, l'apporte par mariage, en 1774, à Gaspard Amable de La Porte d'Issertieux, seigneur d'Orgniat, qui fut le dernier seigneur de La Motte-Mazerier avant la Révolution.
Au moment de la Révolution, le château reçoit la visite d'Antoine Cariol, commissaire désigné par le directoire du district de Gannat pour veiller à l'application de la loi du 12 pluviôse an II (31 janvier 1794) sur la destruction des signes de féodalité. Il exige que le comble de la tour d'escalier soit détruit et que les fossés soient comblés. Les écussons qui surmontent la porte d'entrée sont bûchés. Cependant, comme Gaspard Amable de La Porte n'a pas émigré, le château reste dans cette famille. Il passe ensuite à son fils, Amador de La Porte, né à La Motte-Mazerier le 5 août 1789. Celui-ci s'engage à 14 ans dans les grenadiers de la Garde impériale (en 1803) et devient garde du corps du roi Louis XVIII en 1814 ; mais, comme il perd la vue, il doit quitter le service et se retire à Mazerier. En 1822, il se sépare de son épouse, Catherine Pagès, fille d'un magistrat de la cour de Riom, qu'il avait épousée en 1814. Ses affaires vont sans doute mal car, en 1844, il vend La Motte-Mazerier et s'installe à Alger, où il meurt en 1865.
L'acquéreur est un greffier en chef, puis juge suppléant du tribunal de Riom, Auguste Gaubert (1810-1904), dont la femme était originaire de Charroux. Il fait d'importantes transformations sur le château et remplace la toiture de tuiles par des ardoises. Après sa mort, le château est acheté en 1906 par Félix et Valentine Grindelle, arrière-grands-parents de la propriétaire actuelle (Marie-Noëlle Goffin).

## Description
Le château de La Motte-Mazerier frappe par sa grande élévation par rapport à un développement au sol limité. Le logis ancien, de forme carrée, comporte trois niveaux, le niveau inférieur étant surélevé par rapport à l'entrée donnant sur la cour. Il est couvert d'une toiture très haute en pavillon. Au milieu de la façade, une tour ronde abrite l'escalier à vis qui dessert les étages ; la porte d'entrée principale de l'habitation y donne accès. De chaque côté de la tour, une travée de fenêtres à meneaux, ouvertes au XVIe siècle, éclaire l'intérieur. Une construction annexe, flanquée d'une tourelle octogonale – parties d'un plan d'agrandissement plus vaste, qui n'a jamais été réalisé –, a été ajoutée par Antoine Gaubert au milieu du XIXe siècle du côté ouest.
Des restaurations récentes ont redonné à la tour d'escalier la toiture conique qu'elle avait perdue à la Révolution et restitué partiellement l'aspect ancien de la cour devant la façade.
Par arrêté du 19 avril 2021, le château est inscrit au titre des monuments historiques en totalité.